# Vicepresident van de Verenigde Staten

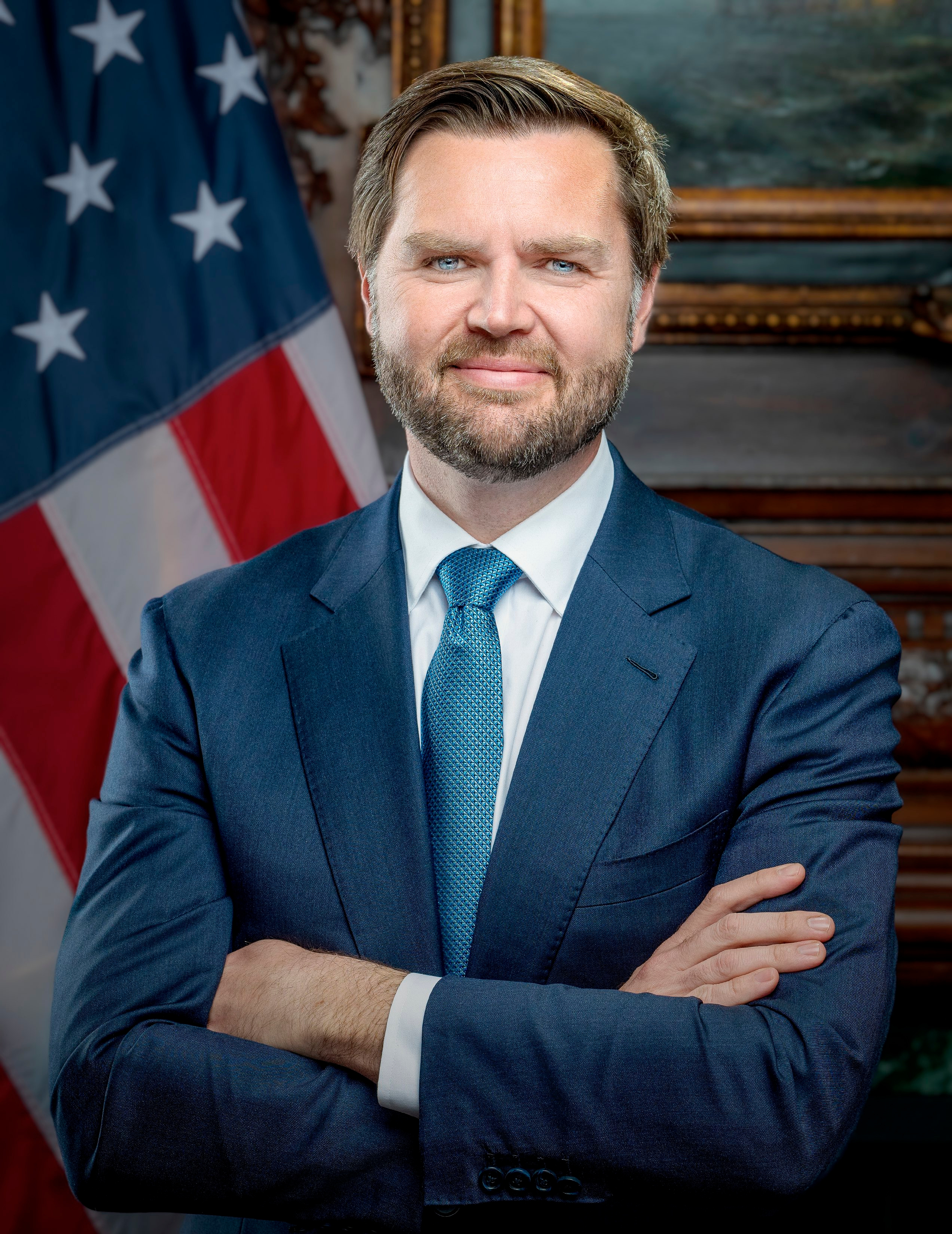
De huidige vicepresident J.D. Vance

De vicepresident van de Verenigde Staten is de op een na hoogste publieke functie in de Verenigde Staten onder de grondwet van de Verenigde Staten. Hij of zij wordt samen met de president van de Verenigde Staten indirect door het Amerikaanse volk gekozen tijdens de presidentsverkiezingen. De vicepresident is de eerste in de lijn van opvolging van de president van de Verenigde Staten, mocht hij of zij door overlijden, onvermogen, aftreden of afzetting (Engels: impeachment) niet meer in staat zijn zijn of haar taken als president uit te voeren. Zou de vicepresident niet in staat zijn het presidentschap op zich te nemen, dan is de volgende die voor het ambt in aanmerking komt de voorzitter van het Huis van Afgevaardigden, gevolgd door de President pro tempore van de Senaat. De vicepresident is ook de voorzitter van de Senaat.
De vicepresident en zijn of haar familie wonen op het landgoed van de United States Naval Observatory in Washington D.C.
De huidige vicepresident van de Verenigde Staten is J.D. Vance (sinds 2025). Er leven nog zes voormalig vicepresidenten: Dan Quayle, Al Gore, Dick Cheney, Joe Biden, Mike Pence en Kamala Harris.

## Constitutionele voorwaarden
De vicepresident moet dezelfde constitutionele kwalificaties hebben als de president en mag niet uit dezelfde staat komen. (In feite is de tweede voorwaarde niet genoemd in de constitutie, wat er staat is dat als de president en de vicepresident uit dezelfde staat komen, de kiezers uit die staat niet voor beiden mogen stemmen. Hierdoor kan het voorkomen dat de vicepresident niet genoeg stemmen krijgt alhoewel de president de verkiezing wint.) In de praktijk wordt de tweede voorwaarde makkelijk omzeild door in een andere staat te gaan wonen, zoals vicepresident Dick Cheney deed om als vicepresident te kunnen optreden voor George W. Bush.
Als president van de Senaat overziet de vicepresident procedures en heeft de mogelijkheid om een stem uit te brengen wanneer de stemmen staken. Het is gewoon binnen de Senaat om als vicepresident geen invloed uit te oefenen op de goedkeuring van wetgeving, behalve als de stemmen staken. In dat geval kan de stem van de vicepresident de doorslag geven.
De Amerikaanse grondwet was er niet duidelijk over wat er moest gebeuren wanneer een president overleed, of niet langer geschikt was voor het ambt. Er stond dat de "bevoegdheden en taken" van de president werden overgedragen aan de vicepresident. John Tyler was in 1841, na het overlijden van president William Henry Harrison, de eerste zittende vicepresident die een president opvolgde. Hij weigerde om te worden aangesproken als "waarnemend president" (Acting president), maar stond erop dat hij president was, met alle bevoegdheden, taken en titels van dien. Ondanks bezwaren van verschillende kanten werden zijn claims niet aangevochten en zo werd er een precedent geschapen van volledige opvolging dat vervolgens navolging kreeg. Dit werd in 1967 ook grondwettelijk vastgelegd.
Tot 1967 was het ook zo dat de vicepresident niet werd opgevolgd wanneer hij of zij uit functie trad, bijvoorbeeld door overlijden of omdat hij of zij doorschoof naar het ambt van president. De functie van vicepresident bleef dan vacant, en de eerste persoon in rang om de president op te volgen bij overlijden of aftreden was de voorzitter van het Huis van Afgevaardigden. In sectie 2 van het 25e amendement op de Amerikaanse grondwet werd in 1967 opgenomen dat wanneer een vicepresident overlijdt of uit functie treedt, de president een nieuwe vicepresident aanstelt, met instemming van een meerderheid in zowel het Huis van Afgevaardigden als de Senaat. Gerald Ford was in 1973 de eerste persoon die op deze manier vicepresident werd en later, na het aftreden van Richard Nixon, zelfs doorschoof naar het ambt van president.
In hetzelfde amendement werd ook opgenomen wie de bevoegdheid heeft wanneer een zittende president niet in staat is zijn of haar taken te vervullen. Deze vraag was relevant geworden na de ziekte van president Dwight D. Eisenhower. Sectie 3 van het 25e amendement handelt over de mogelijkheid dat de vicepresident wordt aangesteld als waarnemend president, wanneer de president tijdelijk niet in staat is om zijn of haar werk te doen en zelf de bevoegdheden overdraagt. Dit is tot nu toe driemaal gebeurd doordat de zittende president een operatie onderging. Sectie 4 gaat over de mogelijkheid dat een president zichzelf niet ongeschikt heeft verklaard. In dat geval kan de vicepresident toch worden aangesteld als waarnemend president wanneer hijzelf of zijzelf en een meerderheid van het kabinet daarmee instemmen. Van deze mogelijkheid is nog nooit gebruikgemaakt.

## Rol van de vicepresident
De rol van de vicepresident is onder normale omstandigheden voornamelijk beperkt tot het voorzitterschap van de Senaat. Andere taken zijn onder andere woordvoerder met betrekking tot het presidentiële beleid, adviseur van de president en representatie. De invloed van de vicepresident hangt af van de president met wie hij of zij een team vormt. Dick Cheney werd bijvoorbeeld door sommigen gezien als een van George W. Bush' vertrouwenspersonen, maar door anderen als de machthebber achter de schermen.
Een belangrijke rol is het ontmoeten van staatshoofden of het bijwonen van bijvoorbeeld begrafenissen in andere landen om daar namens Amerika medeleven of steun te betuigen.
Historisch werd het vicepresidentschap gezien als politieke zelfmoord. De natuurlijke stap naar het presidentschap was niet vanuit het vicepresidentschap, maar vanuit de positie van de Secretary of State. Pas recentelijk is deze opvatting veranderd, ze was nog springlevend toen Harry S. Truman vicepresident werd voor Franklin Delano Roosevelt. Uniek was het dat Gerald Ford president Richard Nixon opvolgde zonder bij diens verkiezing running mate te zijn geweest.

## Feiten over vicepresidenten
Zeven vicepresidenten zijn overleden tijdens hun ambtsperiode:
- George Clinton in 1812
- Elbridge Gerry in 1814
- William Rufus DeVane King in 1853
- Henry Wilson in 1875
- Thomas Andrews Hendricks in 1885
- Garret Augustus Hobart in 1899
- James Schoolcraft Sherman in 1912

Twee vicepresidenten zijn afgetreden:
- John Caldwell Calhoun trad af in 1832 om een zetel in te nemen in de Senaat, na gekozen te zijn om een opening te vullen.
- Spiro Theodore Agnew trad af in 1973 toen er een onderzoek werd gedaan naar het aannemen van steekpenningen tijdens zijn periode als gouverneur van Maryland.

Negen vicepresidenten werden president, nadat de zittende president was weggevallen:
- John Tyler werd president nadat William Henry Harrison een maand na het begin van zijn ambtsperiode overleed.
- Millard Fillmore werd president nadat Zachary Taylor tijdens zijn ambtsperiode overleed.
- Andrew Johnson werd president nadat Abraham Lincoln werd vermoord.
- Chester Alan Arthur werd president nadat James Abram Garfield werd vermoord.
- Theodore Roosevelt werd president nadat William McKinley werd vermoord.
- John Calvin Coolidge werd president nadat Warren Gamaliel Harding tijdens zijn ambtsperiode overleed.
- Harry S. Truman werd president nadat Franklin Delano Roosevelt tijdens zijn ambtsperiode overleed.
- Lyndon Baines Johnson werd president nadat John Fitzgerald Kennedy werd vermoord.
- Gerald Rudolph Ford werd president nadat Richard Milhous Nixon aftrad.

Tien vicepresidenten werden later ook verkozen tot president:
- John Adams in 1797.
- Thomas Jefferson in 1801 en herkozen in 1805.
- Martin Van Buren in 1837.
- Theodore Roosevelt werd president na de moord op William McKinley en werd herkozen in 1905.
- Calvin Coolidge werd president na het overlijden van Warren G. Harding en werd herkozen in 1925.
- Harry S. Truman werd president na het overlijden van Franklin D. Roosevelt en werd herkozen in 1949.
- Lyndon B. Johnson werd president na de moord op John F. Kennedy en werd herkozen in 1965.
- Richard Nixon werd gekozen in 1969 en hij was vicepresident onder Dwight D. Eisenhower (1953-1961).
- George H.W. Bush was van 1981-1989 vicepresident onder Ronald Reagan en werd daarna president.
- Joe Biden was van 2009 tot 2017 vicepresident onder Barack Obama en werd in 2020 verkozen tot president.

Zes vicepresidenten werden later ook gekozen als kandidaat voor het presidentschap, maar verloren:
- John Breckinridge werd kandidaat in de presidentsverkiezingen van 1860 en werd verslagen door Abraham Lincoln.
- Richard Nixon werd kandidaat in de presidentsverkiezingen van 1960 en werd verslagen door John F. Kennedy.
- Hubert Humphrey werd kandidaat in de presidentsverkiezingen van 1968 en werd verslagen door Richard Nixon.
- Walter Mondale werd kandidaat in de presidentsverkiezingen van 1984 en werd verslagen door Ronald Reagan.
- Al Gore werd kandidaat in de presidentsverkiezingen van 2000 en werd verslagen door George W. Bush.
- Kamala Harris werd kandidaat in de presidentsverkiezingen van 2024 en werd verslagen door Donald Trump.

Ook andere landen kennen de functie van vicepresident. Dit zijn vele Midden- en Zuid-Amerikaanse landen zoals: Argentinië, Bolivia, Brazilië, Chili, Colombia, Costa Rica, Ecuador, Mexico, Paraguay, Suriname, Uruguay en Venezuela.
In 2020 werd Kamala Harris als eerste vrouw, eerste zwarte Amerikaan en eerste Amerikaan van Aziatische (Indiase) afkomst verkozen tot vicepresident.